# Saison 2008 de l'équipe cycliste Columbia
L'Équipe cycliste Columbia participait en 2008, pour sa première année en remplacement de l'équipe T-Mobile, au ProTour. Elle a remporté soixante dix-sept victoires, toutes compétitions confondue, ce qui en fait la formation la plus titrée de la saison.

## Préparation de la saison 2008

### Arrivées et départs
Parmi les recrues pour cette première saison post-T-Mobile, l'équipe recrute un total de onze coureurs.
| Arrivées             | Équipe 1993           |
| -------------------- | --------------------- |
| Edvald Boasson Hagen | Maxbo Bianchi         |
| John Devine          | Discovery Channel     |
| George Hincapie      | Discovery Channel     |
| Craig Lewis          | Slipstream            |
| Thomas Lövkvist      | La Française des jeux |
| Tony Martin          | Thüringer Energie     |
| Morris Possoni       | Lampre                |
| Vicente Reynés       | Caisse d'Épargne      |
| Marcel Sieberg       | Milram                |
| Kanstantsin Siutsou  | Barloworld            |
| Bradley Wiggins      | Cofidis               |

| Départs          | Équipe 1994                |
| ---------------- | -------------------------- |
| Eric Baumann     | Sparkasse                  |
| Lorenzo Bernucci | Suspendu                   |
| Giuseppe Guerini | Retraite                   |
| Serhiy Honchar   | Preti Mangimi-Prisma Stufe |
| André Korff      | Volksbank                  |
| Axel Merckx      | Retraite                   |
| Aaron Olsen      | Bissell                    |
| Jakob Piil       | Retraite                   |
| Stephan Schreck  | Gerolsteiner               |
| Patrik Sinkewitz | Suspendu                   |
| Thomas Ziegler   | Retraite                   |

## Déroulement de la saison
En 2008, l'équipe poursuit le renouvellement de l'effectif entamé en 2007 avec dix coureurs recrutés. La majorité d'entre eux sont de jeunes espoirs, le cadet étant le Norvégien Edvald Boasson Hagen âgé de 20 ans. L'expérimenté George Hincapie arrive en provenance de Discovery Channel. L'effectif poursuit également son internationalisation : alors que les Allemands en formaient la majorité deux ans auparavant (16 sur 30), ils n'en représentent qu'à peine plus du quart (8 sur 29). En outre, l'équipe déplace son siège de Bonn à San Luis Obispo, en Californie et dès lors n'est plus enregistrée auprès de l'UCI en tant qu'équipe allemande mais américaine, tout en se définissant comme une formation internationale. Elle conserve néanmoins sa base logistique à Bonn.
En devenant champion de Grande-Bretagne de cyclo-cross pour la quatrième fois, Roger Hammond est le premier coureur à remporter une course sous le maillot de High Road. Cette tunique n'arbore plus le magenta de T-Mobile. Elle est noire en début de saison puis devient blanche en février, avec au centre le logo de High Road en lettres rouges et jaunes.
Malgré la jeunesse de ses coureurs, High Road maintient en début de saison le statut de l'équipe T-Mobile avec six victoires dès le mois de janvier en Australie : Adam Hansen remporte le titre national contre-la-montre, et André Greipel domine la première épreuve ProTour de l'année, le Tour Down Under, ce qui lui permet de porter le maillot blanc de leader du ProTour jusqu'en avril. Le mois de mars est plus terne, marqué par les blessures de nombreux coureurs dont plusieurs leaders. Marcus Burghardt est contraint de renoncer au classiques de printemps en raison d'une tendinite au genou, Linus Gerdemann chute et se blesse sur Tirreno-Adriatico alors qu'il semble en mesure de remporter l'épreuve et Michael Rogers se voit détecter un virus d'Epstein-Barr qui le maintient hors-compétition pour deux mois.
À l'image de l'équipe Astana, High Road subit les conséquences des affaires de dopage dans lesquelles ont été impliqués plusieurs de ses coureurs durant les deux saisons précédentes. Non-sélectionnée pour les épreuves organisées par RCS Sport, elle reçoit finalement une invitation quelques semaines plus tard. Alors que l'équipe était dans l'attente d'une invitation pour le Tour d'Espagne, elle a préféré d'elle-même se mettre à l'écart pour participer à la place à d'autres courses (Tour de Grande-Bretagne, Tour d'Irlande et Tour du Missouri).
L'équipe Columbia est l'une des équipes les plus en vue lors du Tour de France 2008, avec cinq victoires d'étapes (4 de Mark Cavendish et une de Marcus Burghardt), le maillot vert puis le jaune sur les épaules de Kim Kirchen et le maillot blanc sur celles de Thomas Lövkvist.

## Effectif
| Effectif 2008        | Effectif 2008     | Effectif 2008    | Effectif 2008                          |
| Cycliste             | Date de naissance | Pays             | Équipe précédente                      |
| -------------------- | ----------------- | ---------------- | -------------------------------------- |
| Michael Barry        | 18 décembre 1975  | Canada           | T-Mobile (2007)                        |
| Edvald Boasson Hagen | 17 mai 1987       | Norvège          | Maxbo Bianchi (2007)                   |
| Marcus Burghardt     | 30 juin 1983      | Allemagne        | T-Mobile (2007)                        |
| Mark Cavendish       | 21 mai 1985       | Royaume-Uni      | T-Mobile (2007)                        |
| Gerald Ciolek        | 19 septembre 1986 | Allemagne        | T-Mobile (2007)                        |
| Scott Davis          | 22 avril 1979     | Australie        | T-Mobile (2007)                        |
| John Devine          | 2 novembre 1985   | États-Unis       | Discovery Channel (2007)               |
| Bernhard Eisel       | 17 février 1981   | Autriche         | T-Mobile (2007)                        |
| Linus Gerdemann      | 16 septembre 1982 | Allemagne        | T-Mobile (2007)                        |
| Bert Grabsch         | 19 juin 1975      | Allemagne        | T-Mobile (2007)                        |
| André Greipel        | 16 juillet 1982   | Allemagne        | T-Mobile (2007)                        |
| Roger Hammond        | 30 janvier 1974   | Royaume-Uni      | T-Mobile (2007)                        |
| Adam Hansen          | 11 mai 1981       | Australie        | T-Mobile (2007)                        |
| Greg Henderson       | 10 septembre 1976 | Nouvelle-Zélande | T-Mobile (2007)                        |
| George Hincapie      | 29 juin 1973      | États-Unis       | Discovery Channel (2007)               |
| Kim Kirchen          | 3 juillet 1978    | Luxembourg       | T-Mobile (2007)                        |
| Andreas Klier        | 15 janvier 1976   | Allemagne        | T-Mobile (2007)                        |
| Servais Knaven       | 6 mars 1971       | Pays-Bas         | T-Mobile (2007)                        |
| Craig Lewis          | 10 janvier 1985   | États-Unis       | Slipstream (2007)                      |
| Thomas Lövkvist      | 4 avril 1984      | Suède            | La Française des jeux (2007)           |
| Tony Martin          | 23 avril 1985     | Allemagne        | Thüringer Energie Team (2007)          |
| Marco Pinotti        | 25 février 1976   | Italie           | T-Mobile (2007)                        |
| Morris Possoni       | 1 juillet 1984    | Italie           | Lampre-Fondital (2007)                 |
| František Raboň      | 26 septembre 1983 | Tchéquie         | T-Mobile (2007)                        |
| Vicente Reynés       | 30 juillet 1981   | Espagne          | Caisse d'Épargne (2007)                |
| Michael Rogers       | 20 décembre 1979  | Australie        | T-Mobile (2007)                        |
| Marcel Sieberg       | 30 avril 1982     | Allemagne        | Team Milram (2007)                     |
| Kanstantsin Siutsou  | 9 août 1982       | Biélorussie      | Barloworld (2007)                      |
| Bradley Wiggins      | 28 avril 1980     | Royaume-Uni      | Cofidis-Le Crédit par Téléphone (2007) |
|                      |                   |                  |                                        |
| Source : UCI         |                   |                  |                                        |

## Victoires
| Victoires | Victoires                                                  | Victoires   | Victoires | Victoires                     | Victoires |
| Date      | Course                                                     | Pays        | Classe    | Vainqueur                     |           |
| --------- | ---------------------------------------------------------- | ----------- | --------- | ----------------------------- | --------- |
| 10 janv.  | Championnat d'Australie du contre-la-montre                | Australie   | CN        | Adam Hansen                   |           |
| 23 janv.  | 2e étape du Tour Down Under                                | Australie   | 2.PT      | André Greipel                 |           |
| 25 janv.  | 4e étape du Tour Down Under                                | Australie   | 2.PT      | André Greipel                 |           |
| 26 janv.  | 5e étape du Tour Down Under                                | Australie   | 2.PT      | André Greipel                 |           |
| 27 janv.  | Classement général, Tour Down Under                        | Australie   | 2.PT      | André Greipel                 |           |
| 27 janv.  | 6e étape du Tour Down Under                                | Australie   | 2.PT      | André Greipel                 |           |
| 24 fév.   | 5e étape du Tour de l'Algarve                              | Portugal    | 2.1       | Bernhard Eisel                |           |
| 24 fév.   | 7e étape du Tour de Californie                             | États-Unis  | 2.HC      | George Hincapie               |           |
| 30 mars   | 3e étape, Critérium international                          | France      | 2.HC      | Edvald Boasson Hagen          |           |
| 2 avr.    | 2e étape des Trois Jours de La Panne                       | Belgique    | 2.HC      | Mark Cavendish                |           |
| 3 avr.    | 3ea étape des Trois Jours de La Panne                      | Belgique    | 2.HC      | Mark Cavendish                |           |
| 5 avr.    | Volta NXT Classic                                          | Pays-Bas    | 1.1       | Tony Martin                   |           |
| 8 avr.    | 2e étape du Tour du Pays basque                            | Espagne     | 2.PT      | Kim Kirchen                   |           |
| 10 avr.   | 4e étape du Tour du Pays basque                            | Espagne     | 2.PT      | Kim Kirchen                   |           |
| 16 avr.   | Grand Prix de l'Escaut                                     | Belgique    | 1.HC      | Mark Cavendish                |           |
| 17 avr.   | Grand Prix de Denain                                       | France      | 1.1       | Edvald Boasson Hagen          |           |
| 23 avr.   | La Flèche Wallonne                                         | Belgique    | 1.HC      | Kim Kirchen                   |           |
| 23 avr.   | 3e étape du Tour de Géorgie                                | États-Unis  | 2.HC      | Greg Henderson                |           |
| 26 avr.   | 6e étape du Tour de Géorgie                                | Belgique    | 2.HC      | Kanstantsin Siutsou           |           |
| 27 avr.   | 7e étape du Tour de Géorgie                                | Belgique    | 2.HC      | Greg Henderson                |           |
| 27 avr.   | Classement général, Tour de Géorgie                        | États-Unis  | 2.HC      | Kanstantsin Siutsou           |           |
| 29 avr.   | Prologue du Tour de Romandie                               | Suisse      | 2.PT      | Mark Cavendish                |           |
| 13 mai    | 4e étape du Tour d'Italie                                  | Italie      | 2.HIS     | Mark Cavendish                |           |
| 23 mai    | 13e étape du Tour d'Italie                                 | Italie      | 2.HIS     | Mark Cavendish                |           |
| 28 mai    | 1re étape du Tour de Bavière                               | Allemagne   | 2.HC      | Gerald Ciolek                 |           |
| 28 mai    | 17e étape du Tour d'Italie                                 | Italie      | 2.HIS     | André Greipel                 |           |
| 30 mai    | 3e étape du Tour de Bavière                                | Allemagne   | 2.HC      | Gerald Ciolek                 |           |
| 1 juin    | 21e étape du Tour d'Italie                                 | Italie      | 2.HIS     | Marco Pinotti                 |           |
| 10 juin   | 2e étape, Critérium du Dauphiné libéré                     | France      | 2.PT      | George Hincapie               |           |
| 17 juin   | Prologue, Ster ZLM Toer                                    | Pays-Bas    | 2.1       | Tony Martin                   |           |
| 19 juin   | 6e étape du Tour de Suisse                                 | Suisse      | 2.PT      | Kim Kirchen                   |           |
| 21 juin   | 5e étape, Ster ZLM Toer                                    | Pays-Bas    | 2.1       | Mark Cavendish                |           |
| 22 juin   | Championnat d'Italie du contre-la-montre                   | Italie      | CN        | Marco Pinotti                 |           |
| 26 juin   | Championnat de République tchèque du contre-la-montre      | Tchéquie    | CN        | František Raboň               |           |
| 26 juin   | Championnat du Luxembourg du contre-la-montre              | Luxembourg  | CN        | Kim Kirchen                   |           |
| 27 juin   | Championnat de Norvège du contre-la-montre                 | Norvège     | CN        | Edvald Boasson Hagen          |           |
| 27 juin   | Championnat d'Allemagne du contre-la-montre                | Allemagne   | CN        | Bert Grabsch                  |           |
| 8 juill.  | 4e étape du Tour de France                                 | France      | 2.HIS     | Stefan Schumacher Kim Kirchen |           |
| 9 juill.  | 5e étape du Tour de France                                 | France      | 2.HIS     | Mark Cavendish                |           |
| 10 juill. | 4e étape du Tour d'Autriche                                | Autriche    | 2.HC      | André Greipel                 |           |
| 12 juill. | 8e étape du Tour de France                                 | France      | 2.HIS     | Mark Cavendish                |           |
| 12 juill. | 6e étape du Tour d'Autriche                                | Autriche    | 2.HC      | Bert Grabsch                  |           |
| 17 juill. | 12e étape du Tour de France                                | France      | 2.HIS     | Mark Cavendish                |           |
| 18 juill. | 13e étape du Tour de France                                | France      | 2.HIS     | Mark Cavendish                |           |
| 23 juill. | 1re étape du Tour de Saxe                                  | Allemagne   | 2.1       | André Greipel                 |           |
| 24 juill. | 18e étape du Tour de France                                | France      | 2.HIS     | Marcus Burghardt              |           |
| 25 juill. | 3e étape du Tour de Saxe                                   | Allemagne   | 2.1       | André Greipel                 |           |
| 26 juill. | 4e étape du Tour de Saxe                                   | Allemagne   | 2.1       | Bert Grabsch                  |           |
| 27 juill. | Classement général, Tour de Saxe                           | Allemagne   | 2.1       | Bert Grabsch                  |           |
| 12 août   | 3eb étape du Tour de l'Ain                                 | France      | 2.1       | Tony Martin                   |           |
| 12 août   | 3ea étape du Tour de l'Ain                                 | France      | 2.1       | Linus Gerdemann               |           |
| 13 août   | Classement général, Tour de l'Ain                          | France      | 2.1       | Linus Gerdemann               |           |
| 20 août   | Coppa Agostoni                                             | Italie      | 1.1       | Linus Gerdemann               |           |
| 22 août   | 2e étape, Benelux Tour                                     | Belgique    | 2.PT      | André Greipel                 |           |
| 26 août   | 6e étape, Benelux Tour                                     | Belgique    | 2.PT      | Edvald Boasson Hagen          |           |
| 27 août   | 1re étape du Tour d'Irlande                                | Irlande     | 2.1       | Mark Cavendish                |           |
| 28 août   | 2e étape du Tour d'Irlande                                 | Irlande     | 2.1       | Mark Cavendish                |           |
| 29 août   | 3e étape du Tour d'Irlande                                 | Irlande     | 2.1       | Mark Cavendish                |           |
| 30 août   | 1re étape du Tour d'Allemagne                              | Allemagne   | 2.PT      | Linus Gerdemann               |           |
| 31 août   | Classement général, Tour d'Irlande                         | Irlande     | 2.1       | Marco Pinotti                 |           |
| 31 août   | 5e étape du Tour d'Irlande                                 | Irlande     | 2.1       | František Raboň               |           |
| 2 sept.   | 4e étape du Tour d'Allemagne                               | Allemagne   | 2.PT      | André Greipel                 |           |
| 3 sept.   | 5e étape du Tour d'Allemagne                               | Allemagne   | 2.PT      | Gerald Ciolek                 |           |
| 6 sept.   | Classement général, Tour d'Allemagne                       | Allemagne   | 2.PT      | Linus Gerdemann               |           |
| 6 sept.   | 8e étape du Tour d'Allemagne                               | Allemagne   | 2.PT      | Tony Martin                   |           |
| 8 sept.   | 1re étape du Tour du Missouri                              | États-Unis  | 2.1       | Mark Cavendish                |           |
| 9 sept.   | 2e étape du Tour du Missouri                               | États-Unis  | 2.1       | Mark Cavendish                |           |
| 10 sept.  | 4e étape du Tour de Grande-Bretagne                        | Royaume-Uni | 2.1       | Edvald Boasson Hagen          |           |
| 11 sept.  | 5e étape du Tour de Grande-Bretagne                        | Royaume-Uni | 2.1       | Edvald Boasson Hagen          |           |
| 11 sept.  | 4e étape du Tour du Missouri                               | États-Unis  | 2.1       | Michael Barry                 |           |
| 13 sept.  | 6e étape du Tour du Missouri                               | États-Unis  | 2.1       | Mark Cavendish                |           |
| 13 sept.  | 7e étape du Tour de Grande-Bretagne                        | Royaume-Uni | 2.1       | Edvald Boasson Hagen          |           |
| 14 sept.  | Tour de Nuremberg                                          | Allemagne   | 1.1       | André Greipel                 |           |
| 19 sept.  | championnat des Flandres                                   | Belgique    | 1.1       | André Greipel                 |           |
| 25 sept.  | championnat du monde masculin de cyclisme contre-la-montre | Italie      | CM        | Bert Grabsch                  |           |
| 3 oct.    | Tour de Münster                                            | Allemagne   | 1.1       | André Greipel                 |           |
| 9 oct.    | Paris–Bourges                                              | France      | 1.1       | Bernhard Eisel                |           |